# James Mitchell Ashley

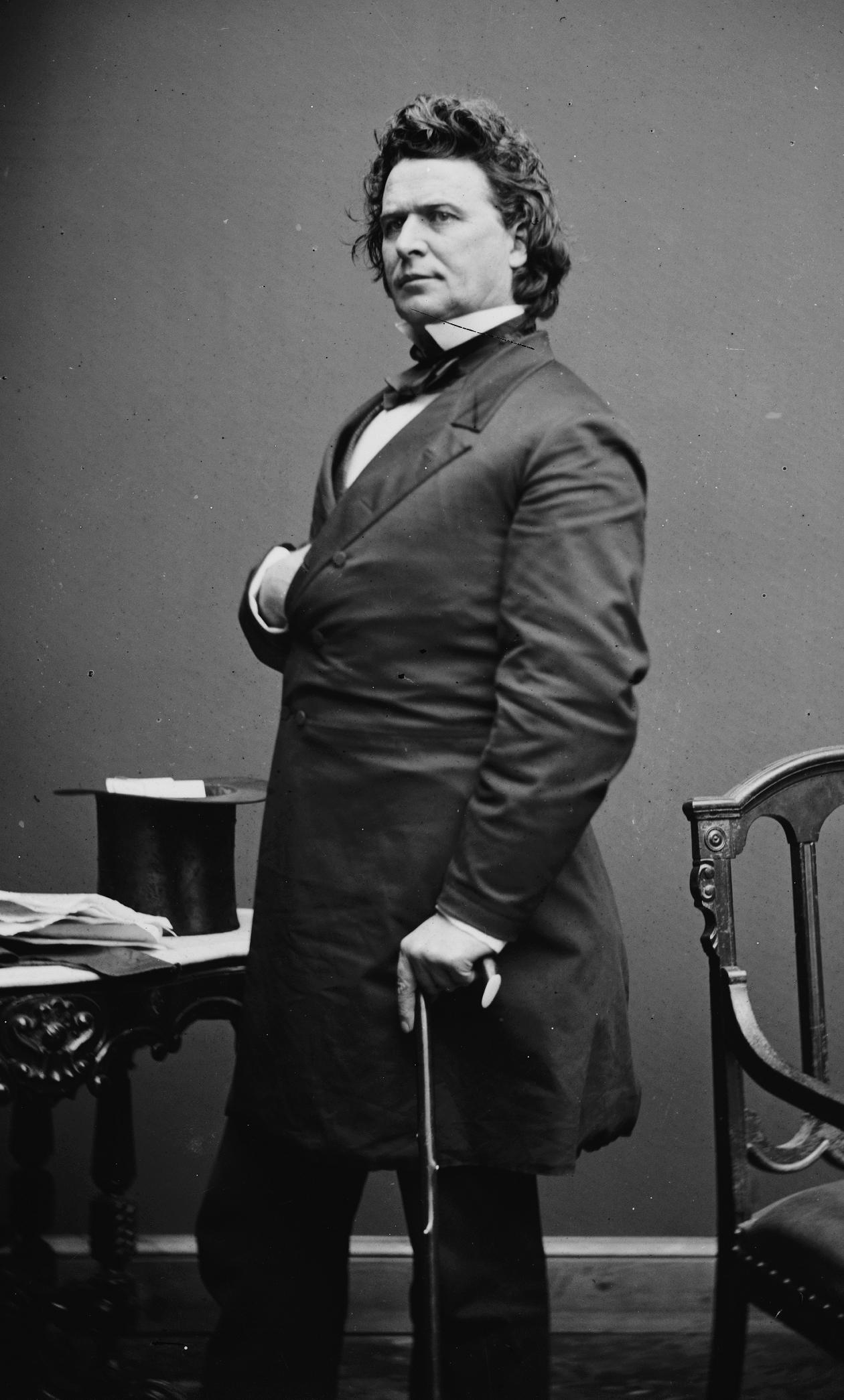
James Mitchell Ashley

James Mitchell Ashley (* 14. November 1824 bei Pittsburgh, Pennsylvania; † 16. September 1896 in Alma, Michigan) war ein US-amerikanischer Politiker und von 1868 bis 1870 der fünfte Gouverneur des Montana-Territoriums.

## Frühe Jahre
James Ashley hat keine geregelte Schulausbildung genossen, sondern sich die schulischen Grundkenntnisse selbst beigebracht. Er verbrachte seine Jugend auf Dampfschiffen auf dem Ohio River und dem Mississippi River. Im Jahr 1848 ließ er sich in Portsmouth (Ohio) nieder, wo er an der Herausgabe einer Zeitung beteiligt war. Gleichzeitig begann er ein Jurastudium. Im Jahr 1849 wurde er als Anwalt zugelassen, ohne jedoch in diesem Beruf tätig zu werden. Nach einem Umzug nach Toledo wurde er dort Großhändler für Arzneibedarf.

## Politische Laufbahn
Im Vorfeld des Bürgerkrieges war Ashley ein Anhänger der Bewegung zur Abschaffung der Sklaverei. Zwischen 1859 und 1869 vertrat Ashley den zehnten Kongresswahlbezirk von Ohio im US-Repräsentantenhaus. Dort war er Vorsitzender des Ausschusses, der sich mit den Angelegenheiten der US-Territorien befasste. Er gehörte zur radikalen Fraktion der Republikanischen Partei und war einer der führenden Kräfte, die zwischen 1867 und 1868 erfolglos die Amtsenthebung von Präsident Andrew Johnson betrieben.
James Ashley brachte auch das so genannte Arizona Organic Law zur Gründung des Arizona-Territoriums in den Kongress ein, das im Februar 1863 von Präsident Abraham Lincoln in Kraft gesetzt wurde. Nach dem im April 1869 erfolgten Rücktritt von Green Clay Smith als Gouverneur des Montana-Territoriums wurde Ashley von Präsident Ulysses S. Grant zu dessen Nachfolger ernannt. Bis 1870 verblieb Ashley in diesem Gebiet. Danach kehrte er nach Toledo zurück. Dort baute er die Eisenbahngesellschaft Ann Arbor Railroad auf, deren Präsident er zwischen 1877 und 1893 war.